# Jürg Wylenmann
Jürg Wylenmann (* 16. August 1948 in Winterthur) ist ein Schweizer Maler, Zeichner und Grafiker. Er ist unter anderem bekannt als Gebrauchsgrafiker und für seine Wandmalereien.

## Leben
Wylenmann studierte von 1965 bis 1969 in der Fachklasse Grafik an der Schule für Gestaltung Zürich. Von 1970 bis 1979 arbeitete er für Werbeagenturen und als selbständiger Grafikdesigner in Zürich. Ab 1980 führte er als freischaffender Maler Ateliers in Zürich und im Kanton Zug. 1999 hatte er ein Atelierstipendium des Kantons Zug in Berlin. Bis 2000 war er Mitglied der Vereinigung Zuger Künstler, seit 2001 ist er Mitglied der Visarte Zentralschweiz bvk. Wylenmann schuf Grafikdesign, Plakate, Siebdrucke, Lithographien, Angewandte Kunst und Wandmalereien.

## Publikationen
- Jürg Wylenmann: 20 Arbeiten in Postkartenformat. Galerie Carla Renggli, Zug 1998. OCLC 79227327.
- Mit Markus Moor: Jürg Wylenmann: neue Bilder 1999–2001. Galerie Carla Renggli, Zug 2001. OCLC 78490667.
- Mit Silvano Cerutti, Franca Pedrazzetti, Beat Brechbühl und Andreas Grosz: Wo die Bilder wohnen. Der Maler Jürg Wylenmann besucht sein Werk. Edition Pudelundpinscher, Erstfeld 2011, ISBN 978-3-9523736-4-4.